# DFB-Pokal 1986/87
DFB-Pokalsieger 1987 wurde der Hamburger SV. Der HSV gewann das Finale gegen den Zweitligisten Stuttgarter Kickers. Bei den Stuttgarter Kickers spielte im Tor Armin Jäger, der ein Jahr zuvor bereits mit dem VfB Stuttgart im Finale gestanden hatte. Im Finale gingen die Kickers früh in Führung, mussten allerdings sogleich den Ausgleich der Hamburger hinnehmen. Das Spiel entwickelte sich asymmetrisch zugunsten von Hamburg, doch vergaben die Hamburger mehrere Chancen. Erst in der 88. Minute konnten sie den entscheidenden Treffer erzielen. Für den HSV ist es bis dato der letzte Titelgewinn.
Der Spielausschuss-Vorsitzende Walter Baresel ließ bei der Auslosung zur ersten Hauptrunde versehentlich das Los der Stuttgarter Kickers unter den Tisch fallen, ohne dass dies jemand bemerkte. Erst als Tennis Borussia Berlin kein Gegner zugelost werden konnte, fiel das Missgeschick auf. Nach einem Protest des Zweitligisten musste die Prozedur wiederholt werden. Schiedsrichter Volker Roth zog beim zweiten Versuch den Stuttgartern wieder Tennis Borussia Berlin als Gegner.
Weil das Waldau-Stadion der Heimrecht besitzenden Stuttgarter Kickers über kein Flutlicht verfügte, wurde letztmals ein Halbfinalspiel nachmittags ausgetragen. Die ARD übertrug live ab 16 Uhr.
Titelverteidiger FC Bayern München war im Achtelfinale gegen Fortuna Düsseldorf ausgeschieden, das in der Saison aus der 1. Bundesliga abstieg.
Im Europapokal der Pokalsieger schied der HSV bei seiner letzten Teilnahme bereits in der 2. Runde gegen den niederländischen Pokalsieger und Titelverteidiger Ajax Amsterdam aus. Durch den Pokalsieg des HSV und dessen Teilnahme am Europapokal der Pokalsieger rückte Bayer 04 Leverkusen als Bundesliga-Sechster in den UEFA-Cup nach und gewann den Wettbewerb.

## Teilnehmende Mannschaften
Folgende 64 Mannschaften qualifizierten sich für den Pokalwettbewerb:
| Bundesliga | 2. Bundesliga | Amateure Nord Berlin Westfalen Nordrhein | Amateure Hessen Südwest Baden-Württemberg Bayern |
| --- | --- | --- | --- |
| FC Bayern München (TV) Werder Bremen Bayer 05 Uerdingen Borussia Mönchengladbach VfB Stuttgart Bayer 04 Leverkusen Hamburger SV SV Waldhof Mannheim VfL Bochum FC Schalke 04 1. FC Kaiserslautern 1. FC Nürnberg 1. FC Köln Fortuna Düsseldorf Eintracht Frankfurt Borussia Dortmund FC 08 Homburg / Saar Blau-Weiß 90 Berlin | 1. FC Saarbrücken Hannover 96 SC Fortuna Köln Arminia Bielefeld KSV Hessen Kassel Stuttgarter Kickers Karlsruher SC Alemannia Aachen SG Wattenscheid 09 SV Darmstadt 98 SC Rot-Weiß Oberhausen Eintracht Braunschweig Viktoria Aschaffenburg VfL Osnabrück SG Union Solingen SC Freiburg FC St. Pauli | - Nord: VfL Wolfsburg SV Meppen Bremer SV Blau-Weiß Friedrichstadt TSV Stelingen - Berlin: Hertha BSC Tennis Borussia Berlin SC Charlottenburg - Westfalen: DSC Wanne-Eickel Rot-Weiß Lüdenscheid FC Gütersloh - Nordrhein: MSV Duisburg BVL 08 Remscheid SC Viktoria Köln SV Viktoria Goch | - Hessen: FSV Frankfurt SKV Mörfelden - Südwest: 1. FSV Mainz 05 Hassia Bingen Borussia Neunkirchen VfL Hamm/Sieg - Baden-Württemberg: SV Sandhausen VfR Aalen FC Emmendingen TSG Giengen - Bayern: SpVgg Bayreuth TSV 1860 München FC Augsburg 1. FC Amberg |

## 1. Hauptrunde
| Datum                    |                             | Ergebnis  |                          |
| ------------------------ | --------------------------- | --------- | ------------------------ |
| Mi 27.08.1986, 18:30 Uhr | SC Charlottenburg           | 0:3       | SV Darmstadt 98          |
| Fr 29.08.1986, 17:30 Uhr | Tennis Borussia Berlin      | 0:5       | Stuttgarter Kickers      |
| Fr 29.08.1986, 18:00 Uhr | TSG Giengen                 | 1:3       | Hannover 96              |
| Fr 29.08.1986, 18:00 Uhr | Hamburger SV                | 3:0       | SG Union Solingen        |
| Fr 29.08.1986, 19:30 Uhr | Rot-Weiß Lüdenscheid        | 2:4 n. V. | 1. FC Saarbrücken        |
| Fr 29.08.1986, 20:00 Uhr | Eintracht Frankfurt         | 3:1       | Eintracht Braunschweig   |
| Fr 29.08.1986, 20:00 Uhr | Werder Bremen               | 0:0 n. V. | Alemannia Aachen         |
| Sa 30.08.1986, 15:00 Uhr | FC Amberg                   | 0:7       | Borussia Mönchengladbach |
| Sa 30.08.1986, 15:00 Uhr | FC Blau-Weiß Friedrichstadt | 1:0       | Hassia Bingen            |
| Sa 30.08.1986, 15:30 Uhr | FC Bayer 05 Uerdingen       | 6:4 n. V. | VfB Stuttgart            |
| Sa 30.08.1986, 15:30 Uhr | Rot-Weiß Oberhausen         | 1:3       | Borussia Dortmund        |
| Sa 30.08.1986, 15:30 Uhr | Bayer 04 Leverkusen         | 6:0       | VfL Osnabrück            |
| Sa 30.08.1986, 15:30 Uhr | Viktoria Aschaffenburg      | 1:2       | SV Waldhof Mannheim      |
| Sa 30.08.1986, 15:30 Uhr | VfL Bochum                  | 1:2       | FC St. Pauli             |
| Sa 30.08.1986, 15:30 Uhr | DSC Wanne-Eickel            | 2:4       | Blau-Weiß 90 Berlin      |
| Sa 30.08.1986, 15:30 Uhr | VfR Aalen                   | 0:2       | Fortuna Düsseldorf       |
| Sa 30.08.1986, 15:30 Uhr | FC Emmendingen              | 0:4       | 1. FC Köln               |
| Sa 30.08.1986, 15:30 Uhr | VfL Wolfsburg               | 2:2 n. V. | Karlsruher SC            |
| Sa 30.08.1986, 15:30 Uhr | SC Viktoria Köln            | 2:5       | SC Freiburg              |
| Sa 30.08.1986, 15:30 Uhr | TSV Stelingen               | 1:5       | Arminia Bielefeld        |
| Sa 30.08.1986, 15:30 Uhr | SpVgg Bayreuth              | 0:3 n. V. | SG Wattenscheid 09       |
| Sa 30.08.1986, 15:30 Uhr | SV Meppen                   | 1:2       | MSV Duisburg             |
| Sa 30.08.1986, 15:30 Uhr | VfL Hamm/Sieg               | 1:1 n. V. | FC Gütersloh             |
| Sa 30.08.1986, 15:30 Uhr | TSV 1860 München            | 1:5 n. V. | FC Augsburg              |
| Sa 30.08.1986, 16:00 Uhr | SV Viktoria Goch            | 0:3       | FC 08 Homburg / Saar     |
| Sa 30.08.1986, 16:00 Uhr | 1. FSV Mainz 05             | 1:0       | FC Schalke 04            |
| Sa 30.08.1986, 16:00 Uhr | SV Sandhausen               | 0:1       | SC Fortuna Köln          |
| Sa 30.08.1986, 16:00 Uhr | SKV Mörfelden               | 1:3       | Borussia Neunkirchen     |
| Sa 30.08.1986, 18:00 Uhr | Hertha BSC                  | 1:2       | FC Bayern München        |
| So 31.08.1986, 15:00 Uhr | BVL 08 Remscheid            | 3:0       | 1. FC Kaiserslautern     |
| So 31.08.1986, 15:00 Uhr | FSV Frankfurt               | 2:8       | 1. FC Nürnberg           |
| So 31.08.1986, 15:00 Uhr | Bremer SV                   | 2:2 n. V. | KSV Hessen Kassel        |

### Wiederholungsspiele
| Datum                    |                   | Ergebnis              |                  |
| ------------------------ | ----------------- | --------------------- | ---------------- |
| Mi 10.09.1986, 17:30 Uhr | KSV Hessen Kassel | 1:1 n. V. (4:5 i. E.) | Bremer SV        |
| Mi 10.09.1986, 17:30 Uhr | FC Gütersloh      | 2:2 n. V. (5:4 i. E.) | VfL Hamm/Sieg    |
| Di 23.09.1986, 19:30 Uhr | Karlsruher SC     | 4:1                   | VfL Wolfsburg    |
| Di 07.10.1986, 20:00 Uhr | Alemannia Aachen  | 0:0 n. V. (7:6 i. E.) | SV Werder Bremen |

## 2. Hauptrunde
| Datum                    |                          | Ergebnis  |                     |
| ------------------------ | ------------------------ | --------- | ------------------- |
| Do 23.10.1986, 19:30 Uhr | MSV Duisburg             | 1:1 n. V. | SG Wattenscheid 09  |
| Fr 24.10.1986, 19:30 Uhr | Arminia Bielefeld        | 0:2       | Karlsruher SC       |
| Fr 24.10.1986, 20:00 Uhr | FC Augsburg              | 1:2       | Hamburger SV        |
| Fr 24.10.1986, 20:00 Uhr | Alemannia Aachen         | 4:0       | 1. FC Saarbrücken   |
| Fr 24.10.1986, 20:00 Uhr | SC Fortuna Köln          | 1:1 n. V. | SC Freiburg         |
| Sa 25.10.1986, 14:30 Uhr | FC 08 Homburg / Saar     | 1:3       | FC Bayern München   |
| Sa 25.10.1986, 14:30 Uhr | FC Gütersloh             | 0:5       | Blau-Weiß 90 Berlin |
| Sa 25.10.1986, 14:30 Uhr | Bremer SV                | 0:3       | FC St. Pauli        |
| Sa 25.10.1986, 14:30 Uhr | Blau-Weiß Friedrichstadt | 1:2       | SV Darmstadt 98     |
| Sa 25.10.1986, 15:30 Uhr | Bayer 05 Uerdingen       | 3:2       | 1. FC Nürnberg      |
| Sa 25.10.1986, 15:30 Uhr | Fortuna Düsseldorf       | 2:1 n. V. | Bayer 04 Leverkusen |
| Sa 25.10.1986, 15:30 Uhr | 1. FC Köln               | 3:1       | SV Waldhof Mannheim |
| So 26.10.1986, 14:30 Uhr | Borussia Neunkirchen     | 2:3       | Stuttgarter Kickers |
| So 26.10.1986, 14:30 Uhr | BVL 08 Remscheid         | 3:3 n. V. | Hannover 96         |
| So 26.10.1986, 14:45 Uhr | 1. FSV Mainz 05          | 0:1 n. V. | Eintracht Frankfurt |
| So 26.10.1986, 18:00 Uhr | Borussia Mönchengladbach | 6:1       | Borussia Dortmund   |

### Wiederholungsspiele
| Datum                    |                    | Ergebnis |                  |
| ------------------------ | ------------------ | -------- | ---------------- |
| Di 11.11.1986, 14:30 Uhr | SC Freiburg        | 1:2      | SC Fortuna Köln  |
| Mi 12.11.1986, 19:30 Uhr | SG Wattenscheid 09 | 2:1      | MSV Duisburg     |
| Mi 12.11.1986, 20:00 Uhr | Hannover 96        | 2:1      | BVL 08 Remscheid |

## Achtelfinale
| Datum                    |                     | Ergebnis  |                          |
| ------------------------ | ------------------- | --------- | ------------------------ |
| Di 18.11.1986, 20:00 Uhr | Fortuna Düsseldorf  | 3:0       | FC Bayern München        |
| Di 18.11.1986, 20:00 Uhr | SG Wattenscheid 09  | 1:3       | Eintracht Frankfurt      |
| Mi 19.11.1986, 14:00 Uhr | Stuttgarter Kickers | 2:0       | Hannover 96              |
| Mi 19.11.1986, 15:00 Uhr | Hamburger SV        | 6:0       | FC St. Pauli             |
| Mi 19.11.1986, 15:00 Uhr | Blau-Weiß 90 Berlin | 1:2       | Karlsruher SC            |
| Mi 19.11.1986, 15:00 Uhr | SC Fortuna Köln     | 0:2 n. V. | SV Darmstadt 98          |
| Mi 19.11.1986, 15:30 Uhr | Alemannia Aachen    | 0:2 n. V. | Borussia Mönchengladbach |
| Mi 19.11.1986, 18:00 Uhr | Bayer 05 Uerdingen  | 3:1       | 1. FC Köln               |

## Viertelfinale
| Datum                    |                          | Ergebnis |                     |
| ------------------------ | ------------------------ | -------- | ------------------- |
| Sa 07.03.1987, 14:00 Uhr | Stuttgarter Kickers      | 3:1      | Eintracht Frankfurt |
| Sa 07.03.1987, 15:30 Uhr | Borussia Mönchengladbach | 9:2      | Bayer 05 Uerdingen  |
| Sa 07.03.1987, 15:30 Uhr | SV Darmstadt 98          | 0:1      | Hamburger SV        |
| Sa 07.03.1987, 15:30 Uhr | Fortuna Düsseldorf       | 1:0      | Karlsruher SC       |

## Halbfinale
| Datum                    |                     | Ergebnis |                          |
| ------------------------ | ------------------- | -------- | ------------------------ |
| Di 31.03.1987, 20:15 Uhr | Hamburger SV        | 1:0      | Borussia Mönchengladbach |
| Mi 01.04.1987, 16:00 Uhr | Stuttgarter Kickers | 3:0      | Fortuna Düsseldorf       |

## Finale
| Paarung             | Hamburger SV – Stuttgarter Kickers |
| Ergebnis            | 3:1 (1:1) |
| Datum               | Samstag, 20. Juni 1987 um 18:00 Uhr |
| Stadion             | Olympiastadion, Berlin |
| Zuschauer           | 76.000 |
| Schiedsrichter      | Peter Gabor (Berlin) |
| Tore                | 0:1 Dirk Kurtenbach (15.) 1:1 Dietmar Beiersdorfer (15.) 2:1 Manfred Kaltz (88.) 3:1 Niels Schlotterbeck (90., ET) |
| Hamburger SV        | Uli Stein – Ditmar Jakobs – Dietmar Beiersdorfer, Tobias Homp – Manfred Kaltz, Thomas Kroth, Sascha Jusufi (67. Frank Schmöller), Peter Lux – Thomas von Heesen – Manfred Kastl, Mirosław Okoński Cheftrainer: Ernst Happel                            |
| Stuttgarter Kickers | Armin Jäger – Ralf Forster – Dieter Finke (63. Heribert Stadler), Niels Schlotterbeck – Bernd Schindler – Anthony Baffoe, Hans Hein, Kazimierz Kmiecik, Frank Elser – Ralf Vollmer (84. Detlef Olaidotter), Dirk Kurtenbach Cheftrainer: Dieter Renner |
| Gelbe Karten        | Dietmar Beiersdorfer – Dieter Finke, Niels Schlotterbeck |